# Antirrhea porphyrosticta
Antirrhea porphyrosticta är en fjärilsart som beskrevs av Charles James Watkins 1928. Antirrhea porphyrosticta ingår i släktet Antirrhea och familjen praktfjärilar. Inga underarter finns listade i Catalogue of Life.